# جسیکا وایلد
جسیکا وایلد (به انگلیسی: Jessica Wild) (زاده ۱۰ ژوئن ۱۹۸۰) زن‌پوش، چهره‌پرداز پورتوریکویی است.